# マルモラーダ
マルモラーダ(Marmolada)は、イタリア共和国トレント自治県とベッルーノ県の境にある標高3343 mの山である。ドロミーティで最も標高が高い。ラディン語ではMarmolèda、ドイツ語ではMarmolataと呼ばれる。

## 地理
晴れた日にはヴェネツィアから約100km北のマルモラーダを見ることができる。東西方向に稜線を持ち、南は幅数kmの岩の崖、北側には緩い傾斜のマルモラーダ氷河(Ghiacciaio della Marmolada)がある。西から東に稜線上に並ぶ主なピークを以下に示す。
- Punta Penia (3343 m)
- Punta Rocca (3309 m)
- Punta Ombretta (3230 m)
- Monte Serauta (3069 m)
- Piz Serauta (3035 m)

氷河の西側の岩山はGran Vernel(3210 m)と呼ばれる。
北東側の麓にはフェダイア湖(Lago di Fedaia)がある。フェダイア湖は東と西に区切られている。東側はモレーンにより形成された小さな湖、西側は1956年に建設されたダムによる人工湖で、水力発電所を持つ。

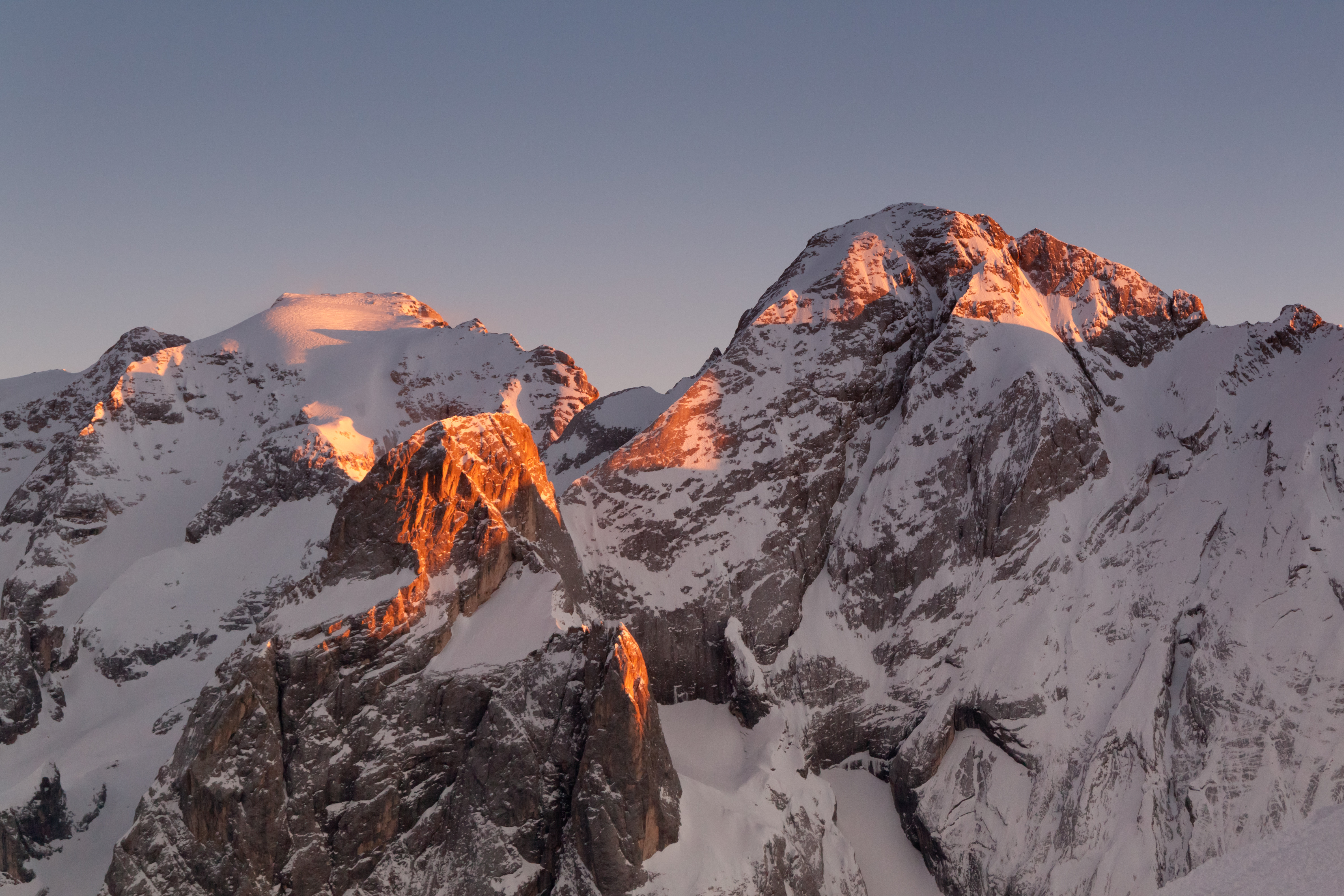
Punta Penia (3343 m)
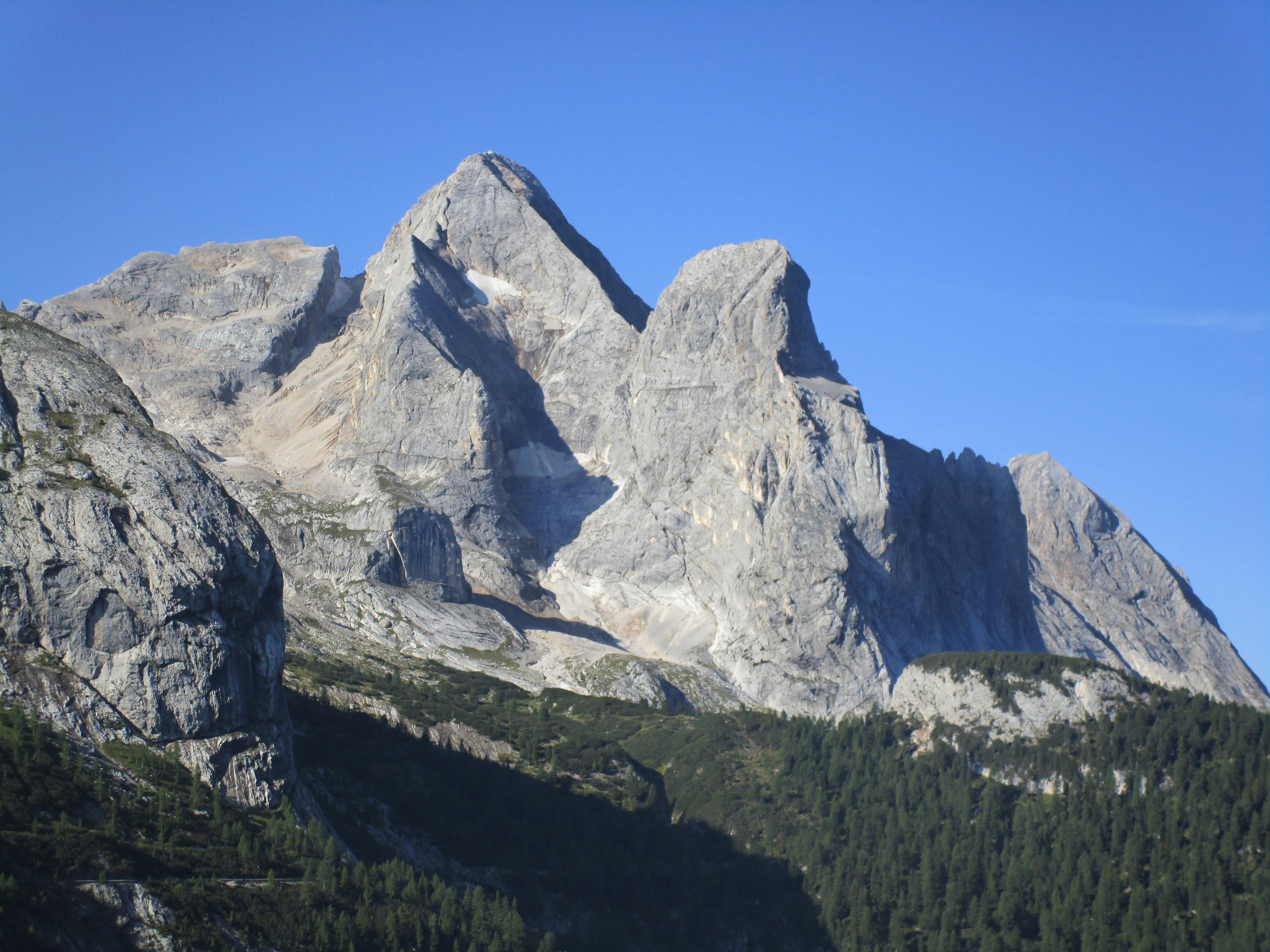
Gran Vernel (3210 m)
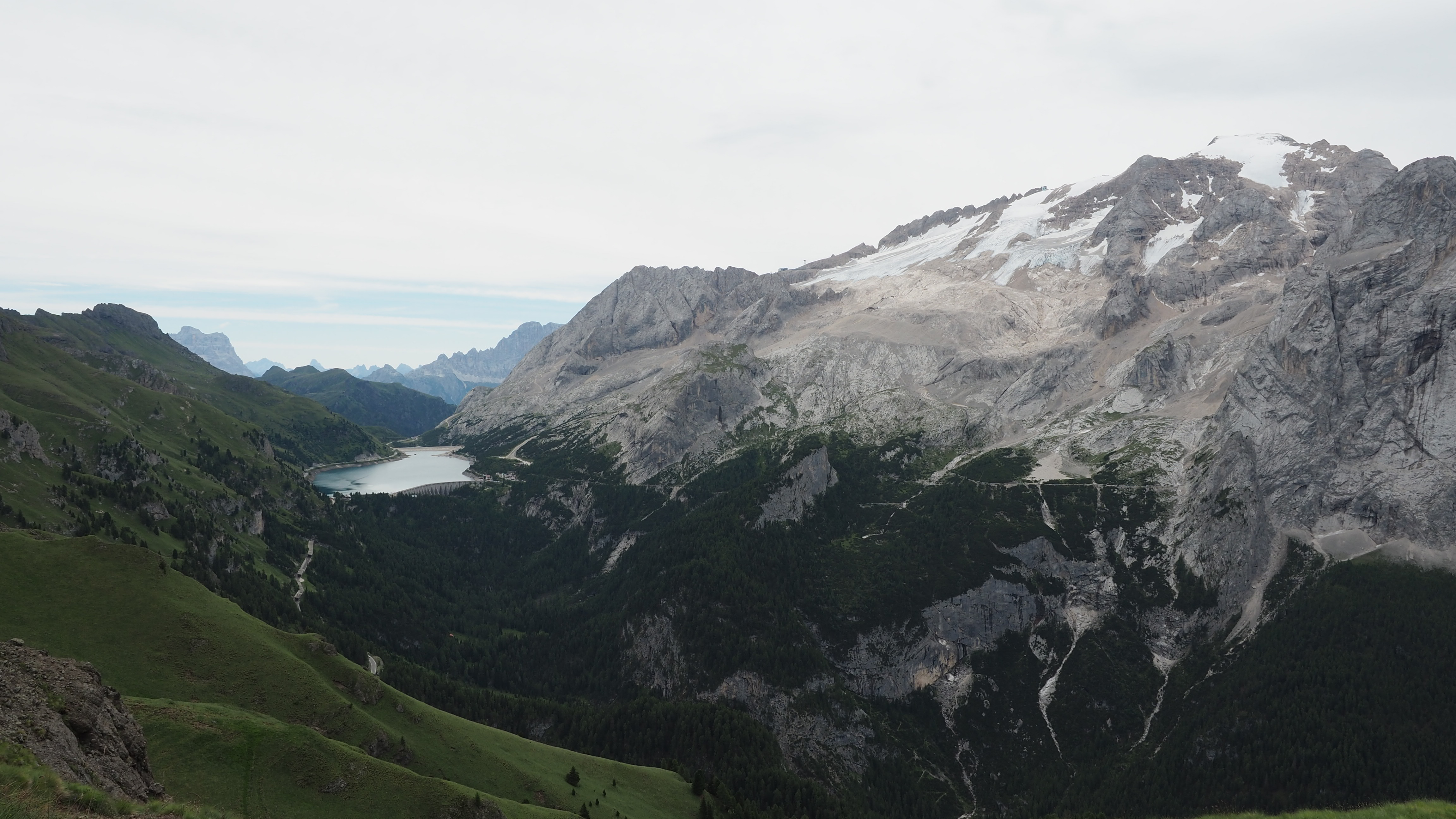
フェダイア湖(Lago di Fedaia)とマルモラーダ(Marmolada)。

マルガ・チャペラ(Malga Ciapela, 1450 m)からCoston d'Antermoja (2350 m)、Serauta (2950 m)を経由してプンタ・ロッカ(Punta Rocca, 3265 m)に至るロープウェイがある。また、フェダイア湖のそばからピアン・デイ・フィアッコーニ(Pian dei Fiacconi, 2700 m)まで立ち乗りのリフトが通じている。

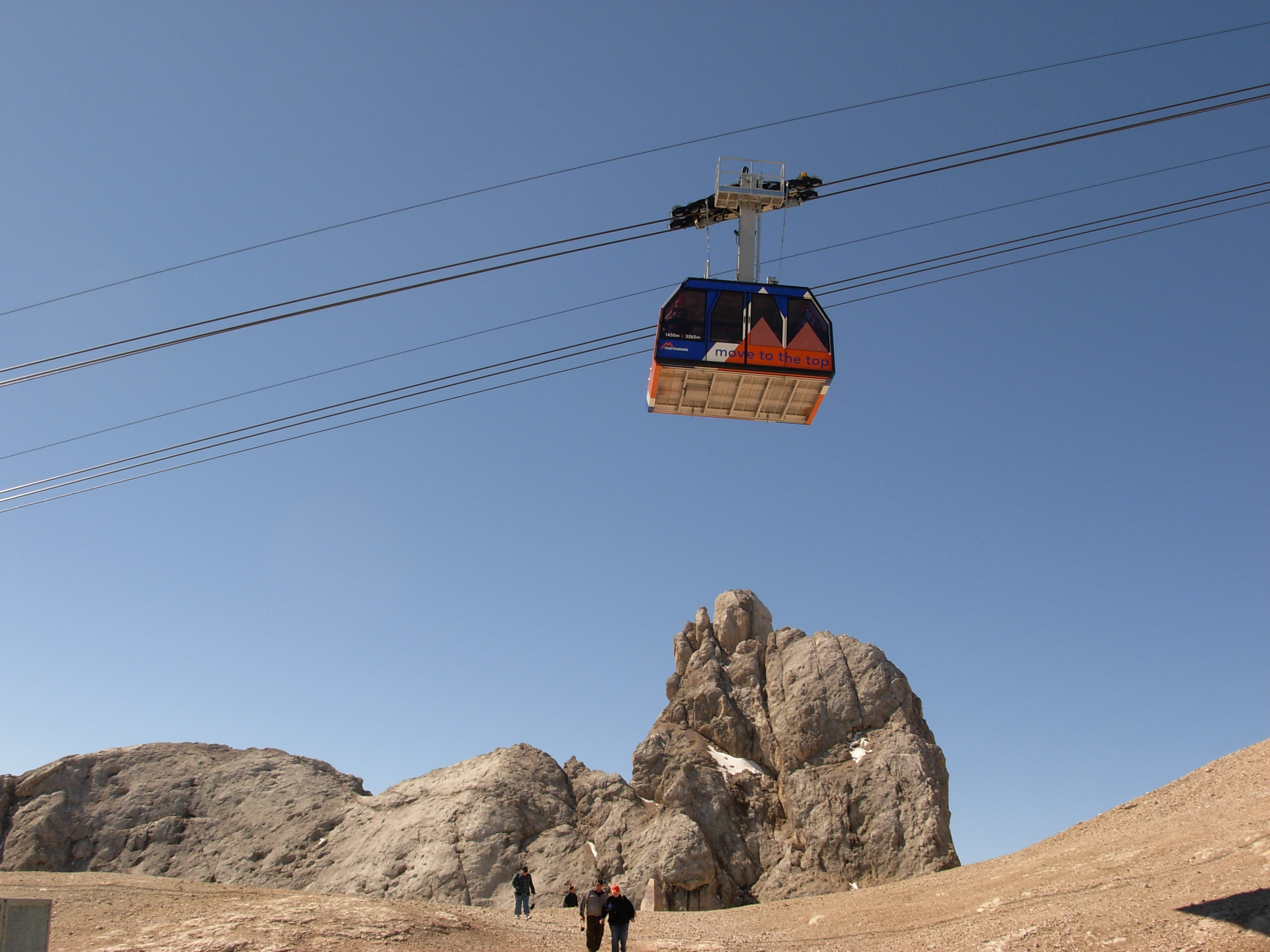
マルガ・チャペラ - プンタ・ロッカ間のロープウェイ
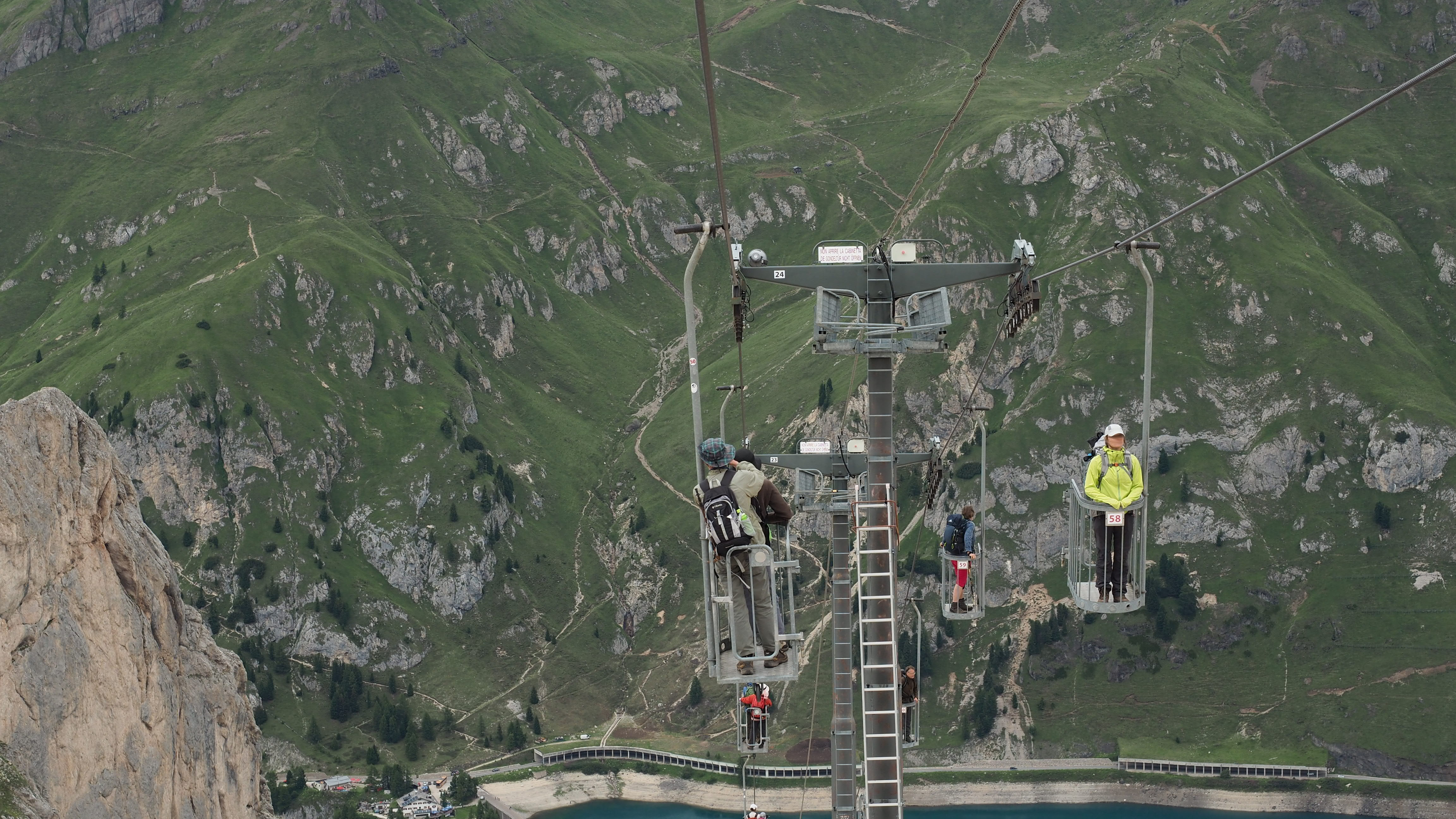
フェダイア - ピアン・デイ・フィアッコーニ間のリフト

## 歴史

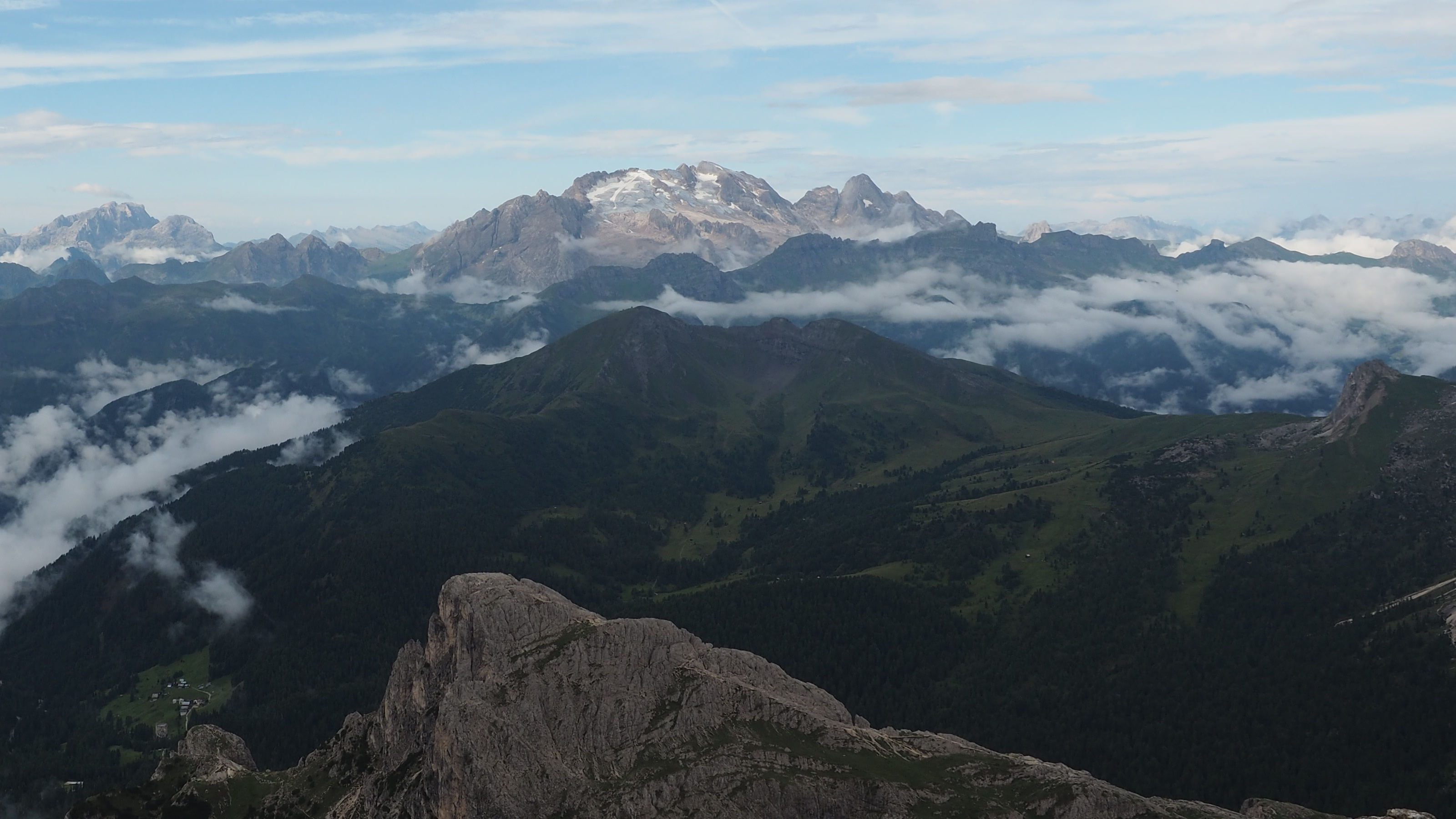
ラガツォイから南西の眺め。手前からサッス・デ・ストリア、コル・ディ・ラーナ、マルモラーダ。

1864年9月28日にPaul Grohmann、Angelo Dimai、Fulgenzio Dimaiが氷河側からPunta Peniaに初登頂した。南面からの初登頂は、1901年にBeatrice Tomasson、Michele Bettega、Bartolo Zagonelによる。
第一次世界大戦中の1915年5月23日、イタリア王国はオーストリア＝ハンガリー帝国に宣戦を布告した。国境にあるマルモラーダは戦場となり、1917年10月のカポレットの戦い(Battaglia di Caporetto)により戦線がヴェネト平野に南下するまで山岳部での戦闘が行われた。1916年春、オーストリア軍がマルモラーダの高地を占領する。北方のバディーアの谷に侵攻するためファルツァーレゴ峠の4km南西のコル・ディ・ラーナ(Col di Lana)山頂を制したイタリア軍にとって、フェダイア峠(Passo Fedaia)、パドン(Padon Marmolada)を経由する南への交通に対する脅威である。イタリア軍はマルモラーダ南面の崖を登り、東側のセラウタ(Serauta)を占領。これ以降、岩と氷河にトンネルを穿つ坑道戦が始まった。
犠牲者は直接的な戦闘以外でも発生した。1916年12月、大西洋東岸・ロシア西部は東高西低の気圧配置(East Atlantic/West Russia pattern)になった。地中海からの湿った南風がアルプス山脈で上昇・冷却され、降雪が9日間続く。その後、寒さが緩み、マルモラーダのグラン・ポズ(Gran Poz、標高2242 m)に駐留していたオーストリア軍の現地指揮官は雪崩の危険を察知して退避行動を提案したが、状況を理解できずに地上の本部は却下した。12月13日午前5時30分、20万トン超の雪氷がオーストリア軍兵舎を襲い、約300名が死亡した。同日、イタリア軍も雪崩による被害を受けた。この日は水曜日であるが「白い金曜日」と呼ばれる。ドロミーティでの雪崩による犠牲者は、12月12日と13日に両軍合計2000人、月末までに9千～1万人と推計されている。意図的に雪崩を誘発する砲撃が相互にあったとの証言もあるが定かではない。
2022年7月上旬にはマルモラーダ山で氷河の一部が崩壊し発生した雪崩で、9人が亡くなった。熱波による気温上昇によるとみられる。